# タッピング奏法

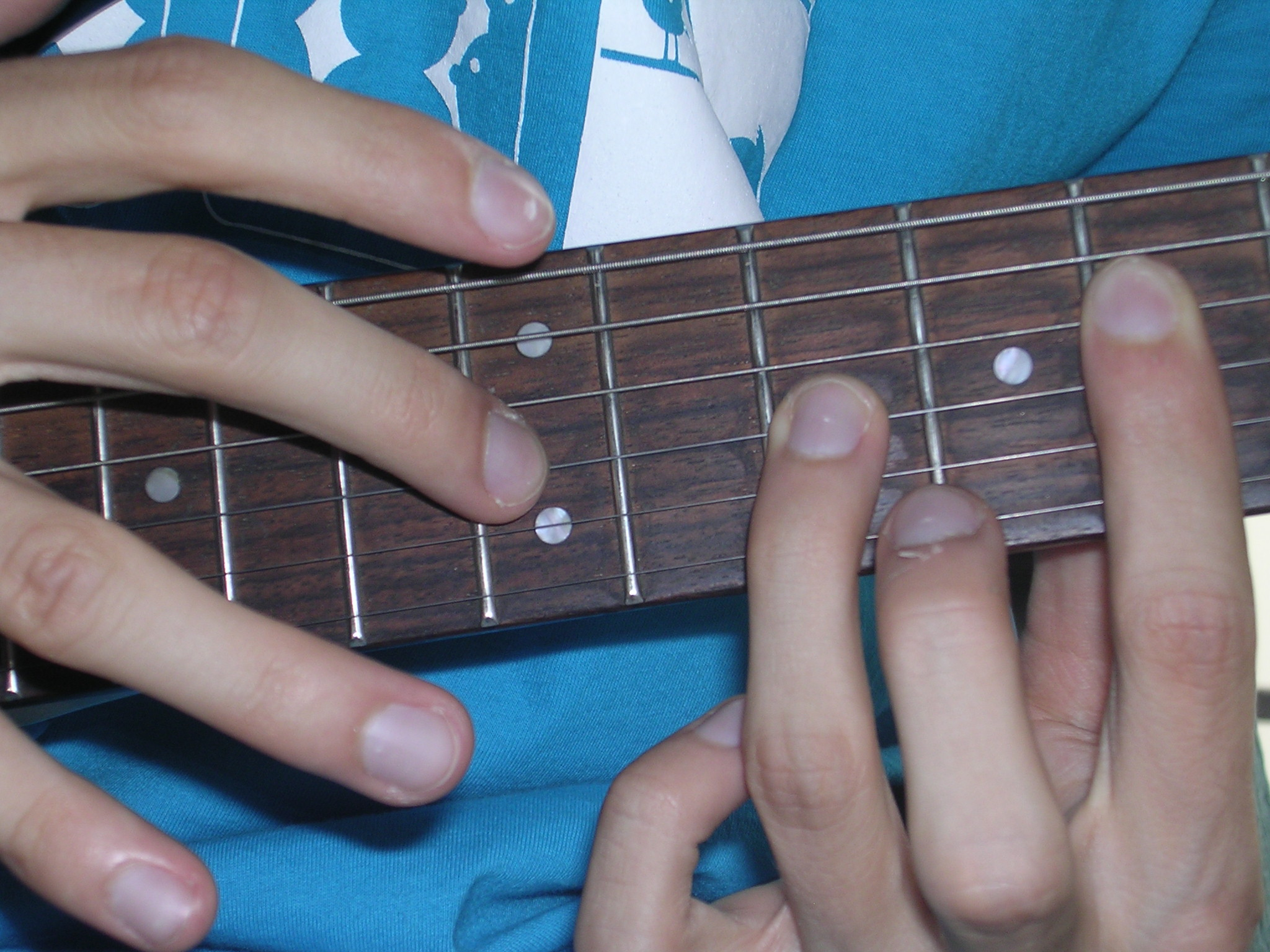
タッピング奏法

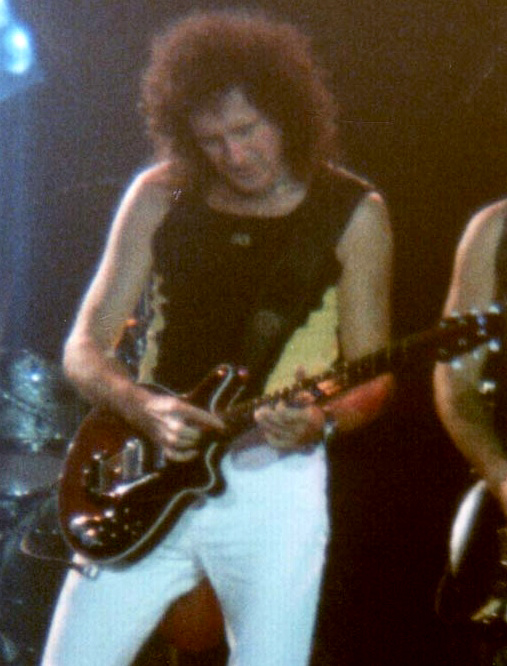
右手の人指し指によるタッピング奏法を見せるブライアン・メイ。1998年撮影。

タッピング奏法（タッピングそうほう）とは、ギター、特にエレクトリックギターや、それに類する弦楽器において、指板上の弦を指で叩き付けて押弦したりそのまま横に弾いたりして音を出す技法。単にタッピング (Tapping) とも言う。

## 概要
右利き用ギターを前提として述べると、ギターには、指板上で左手で弦を押さえるフィンガリングをおこないながら、右手で弦を弾くピッキング（ピック奏法、フィンガー・ピッキング）をおこなって音を出すのが通常の演奏法とされる。
この基本的な弾き方に対して、フィンガリングをおこなう指で弦を指板に叩き付けるように勢い良く押下するハンマリング・オンと、押弦している指を弦に引っ掻けるようにして離脱させて音を発生させるプリング・オフという2つの奏法がある。基本的にこの2つを間断なく繰り返して2音を反復することをトリル奏法と呼ぶ。そしてこのトリル奏法を拡張したのがタッピング奏法である。
1965年の時点で、イタリア人のヴィットリオ・カマルデーゼは、タッピング奏法をイタリアのテレビで披露していた。
片手タッピング
2音間に留まらず、3音以上の旋律をハンマリングとプリングで行う奏法。
両手タッピング
両手タッピングは上述のトリル奏法を拡張したもので、文字通り両手でハンマリングとプリングを行う奏法。特にスタンリー・ジョーダンによるこの奏法は、タッチスタイルと呼ばれている。

## 歴史

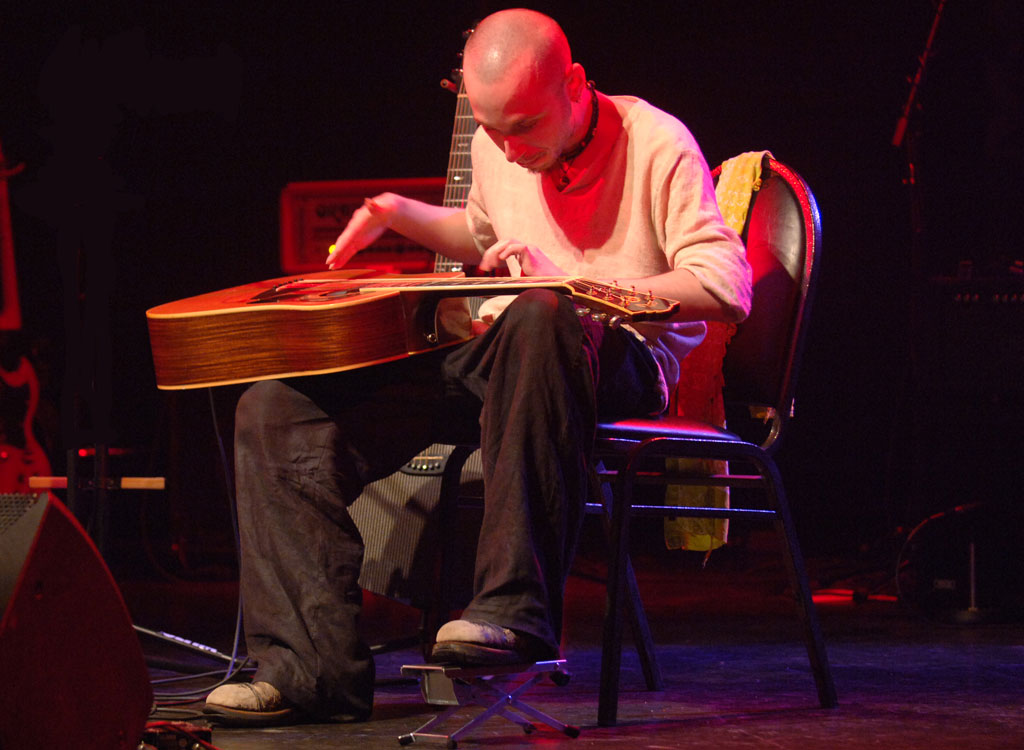
エリック・モングレインのラップタッピング

何らかの形で右手によるタッピングを用いる奏法自体は古くから存在した。しかしこの奏法が一般に受け入れられるまでは20年以上の時間を要した。
タッピングの歴史は古く、戦前には早くもジャズ・ギタリストのロイ・スメックがウクレレの演奏でタッピング奏法を披露していた。1965年にはヴィットリオ・カマルデーゼが、イタリアのテレビ番組でタッピング奏法を披露した。
ロックの分野では、1960年代にはキャンド・ヒートのハーヴィ・マンデルがタッピング奏法をプレイしているのを見たと、当時ディープ・パープルのギタリストだったリッチー・ブラックモアが、後年のインタビューで語っている。
しかし、こうした奏法は飽くまで演奏の一部で右手タッピングを用いた、というレベルに留まっていた。
ロック・ギターの領域で今日におけるようなタッピング奏法が普及するのに決定的な役割を果たしたのは、1978年、 ヴァン・ヘイレンのギタリストであるエディ・ヴァン・ヘイレンの登場であった。エディはデビューアルバム『炎の導火線』収録の「暗闇の爆撃」を初めとする多くの曲で同奏法を披露したが、こうした曲のビデオクリップやライブでエディが魅せるタッピングは過去のものと比較しても圧倒的に流麗で、なおかつソロの重要な要素をなしており、とりわけハードロック・ヘヴィーメタルにおいて多くのフォロワーを生んだ。この頃からタッピング奏法がライトハンド奏法としてギター雑誌等で紹介され、タッピング奏法をライトハンド奏法と呼ぶようになった。なお、エディ自身はこの奏法をレッド・ツェッペリンのジミー・ペイジが「ハートブレイカー」のソロを演奏する時、開放弦でハンマリング・プリングを繰り返す様子を見てインスパイアされたという。なお、ライトハンド奏法は、苫米地英人が1972年の時に自分が行っていたと語っている。
エレクトリックギターに於いてはライトゲージと呼ばれる細めの弦が好んで用いられる。ジミ・ヘンドリックス、エリック・クラプトン登場以来ロック・ギターに於いてはチョーキングを多用するのが当たり前となったことで、よりチョーキングのしやすい細い弦が好まれるようになっていたと見られる。
フォークギターやクラシックギターは太い弦を用いるのが普通であり、特にフォークギターは張力も強いため指板上で指を叩き付ける程度の力では大きな音を出しにくい。エレキ・ギターは、強く歪ませると小さな音でも拾われやすいためピッキングとハンマリング/プリングの音量差が出にくくなり、奏法として使いやすくなる。
両手の親指を除く全ての指を用いて鍵盤楽器のようにタッピングを行う両手タッピングについては、奏法自体は1950年代に前述したグレッチの技術者であったジミー・ウェブスター (Jimmie Webster) によって既に完成していた。それをスタンリー・ジョーダンなどがギター奏法に置き換えたものである。
20世紀半ば以降には、バンカー・タッチ・ギターやスティックのように、もっぱらタッピング奏法に特化した楽器も開発された。